# Луговой (Иркутская область)
Луговой — посёлок в Братском районе Иркутской области России. Входит в состав Илирского сельского поселения. Находится примерно в 113 км к юго-западу от районного центра, города Братска, на левом берегу реки Кардой, на высоте 432 метров над уровнем моря.

## Население
По данным Всероссийской переписи, в 2010 году численность населения посёлка составляла 103 человек (57 мужчин и 46 женщин).
| 2002 | 2010 | 2011 | 2012 |
| ---- | ---- | ---- | ---- |
| 166  | ↘103 | ↘102 | ↘100 |

## Улицы
Уличная сеть посёлка состоит из 2 улиц.